# 帕尔杜河畔大瓦尔任
帕尔杜河畔大瓦尔任是巴西米纳斯吉拉斯州的一个市镇。总面积494.089平方公里，总人口4703人，人口密度9.5人/平方公里。